# Paratella repleta
Paratella repleta är en insektsart som först beskrevs av Walker 1858.  Paratella repleta ingår i släktet Paratella och familjen Flatidae. Inga underarter finns listade i Catalogue of Life.